# Множинне громадянство

Країни у яких дозволене подвійне громадянство (зеленим), країни в яких воно заборонене (червоним).

Треба майже повністю змінити текст статті, описуючи ситуацію з урахуванням ухваленого у 2025 році закону (про який коротко згадується наприкінці статті).
Множинне громадянство — статус громадянства, при якому особа послідовно визнається громадянином (громадянкою) двох чи більше країн за законами цих країн. У деяких країнах розрізняють громадянство особи, яке більше стосується участі у внутрішньому політичному житті країни та національність, яка стосується міжнародного статусу особи. В давніші часи був у вжитку термін підданство. Хоча множинне громадянство дає певні преференції його набувачам, при множинному громадянстві можливі колізії законодавства, наприклад, у виконанні військового та інших обов'язків згідно з законодавством окремих країн.

## Терміни
Подвійне громадянство (біпатризм) — громадянство двох країн, визнане обома цими країнами.
Множинне громадянство (мультипатризм) — громадянство більш ніж двох країн, визнане всіма цими країнами.
Біпатрид – особа, що є громадянином одночасно двох держав.

## Трактування
У розмовній мові зустрічається звичаєве трактування терміну «подвійне громадянство», яке вживається, щоб описати «формальний» біпатризм людини з двома паспортами. Але слід розрізняти формальний біпатризм від «справжнього», юридичного подвійного громадянства, коли обидві держави визнають інші громадянства однієї особи. Тобто людина, що має два громадянства, не може називатися такою, що має подвійне громадянство, якщо кожна держава визнає її лише своїм громадянином.

## Причини
Подвійне громадянство — результат колізії законів про громадянство різних держав. Воно може виникнути, наприклад, при народженні дітей від батьків, що мають різне громадянство, при натуралізації та ін.

## В Україні
Законодавство України містить норми, що регулюють правовідносини подвійного (множинного) громадянства. 
Статтею 2 Закону України "Про громадянство України" передбачено: "Якщо громадянин України набув громадянство (підданство) іншої держави або держав, то у правових відносинах з Україною він визнається лише громадянином України. Якщо іноземець набув громадянство України, то у правових відносинах з Україною він визнається лише громадянином України". 
Разом з тим, добровільне набуття громадянином України громадянства іншої держави, згідно ч. 1 ст. 19 цього Закону, є підставою для припинення громадянства України. Проте не слід це розцінювати як заборону подвійного громадянства, оскільки втрата громадянства України відбувається не автоматично з набуттям громадянства іншої держави, а виключно з дня видачі Указу Президента України про припинення громадянства щодо певної особи. 
Також можливе автоматичне отримання громадянином України громадянства іншої країни, і це законами України не забороняється. Наприклад, дитина громадянина України, народжена за кордоном, може мати подвійне громадянство - громадянство України та громадянство іншої країни відповідно до права ґрунту (але у правових відносинах цієї дитини з Україною матиме значення лише українське громадянство). 
Таким чином, твердження про заборону подвійного громадянства в Україні є помилковим. 
Сучасне міжнародне право не містить єдиної загальновизнаної регламентації питань щодо подвійного громадянства. А тому можна виділити дві категорії таких договорів: про ліквідацію наслідків подвійного громадянства (при наданні дипломатичного захисту, виникненні питання про обов'язкову військову службу осіб з подвійним громадянством) і про ліквідацію та запобігання самого подвійного громадянства.

## Законопроєкти
2 грудня 2021 року Президент Володимир Зеленський подав до Ради п’ять законопроектів щодо множинного громадянства.
22 січня 2024 року Президент Володимир Зеленський, вітаючи Україну з Днем Соборності, підписав указ «Про історично населені українцями території Російської Федерації» і повідомив, що знову подає до Верховної Ради законопроєкт про множинне громадянство.
18 червня 2025 року Верховна рада України ухвалила законопроект про множинне громадянство.